# En-tout-cas
En-tout-cas, som egentligen betyder "för varje fall" på franska, är ett äldre ord för ett slags större parasoll, som kan tjäna som både regn- och solskärm.